# Horizon Forbidden West
Horizon Forbidden West ist ein von Guerrilla Games entwickeltes Action-Rollenspiel. Das Spiel wurde am 18. Februar 2022 von Sony Interactive Entertainment für PlayStation 4 und PlayStation 5 veröffentlicht. Eine Erweiterung, Burning Shores, wurde am 19. April 2023 veröffentlicht. Die Complete Edition, inklusive Erweiterung, ist am 6. Oktober 2023 für PlayStation 5 und am 21. März 2024 als PC-Version erschienen.

## Gameplay
Als Fortsetzung von Horizon Zero Dawn ist auch Forbidden West in einer postapokalyptischen offenen Welt in Third-Person-Perspektive spielbar.
Als Neuerung gegenüber dem Vorgänger war angekündigt worden, dass die Welt – um eine Unterwasserlandschaft erweitert – größer ist. Außerdem wurde das Kampfsystem und die Klettermechanik überarbeitet.
Horizon Forbidden West ist ein Action-Rollenspiel, das in der Third-Person-Perspektive gespielt wird. Der Spieler steuert Aloy, eine Jägerin in einer von gefährlichen, animalischen Maschinen bevölkerten Welt. In einer offenen Welt erkundet sie die mysteriöse Grenze, die als Forbidden West bekannt ist, eine post-apokalyptische Version des Westens der Vereinigten Staaten, insbesondere der Staaten Kalifornien, Nevada und Utah. Die Karte ist größer als im Vorgängerspiel, die Erkundung wurde durch neue Unterwasser-Entdeckungen und Verbesserungen im Kampf durch das Valor-Surge-System, freies Klettern und Werkzeuge wie Schildschwinge, Fokusscanner, Tauchmaske und Pullcaster verbessert. Die Missionsstruktur für Quests unterstützt besser die Vielfalt der Ziele mit überzeugenden Belohnungssystemen.

## Synopsis
Die Protagonistin Aloy, eine Maschinenjägerin des Nora-Stammes aus dem 31. Jahrhundert, reist für eine weltrettende Mission nach Kalifornien, Utah und Nevada, um die Quelle einer mysteriösen, tödlichen Seuche zu finden. Auf ihrer Reise durch verschiedene, lebensfeindliche Gebiete begegnet sie dort beheimateten Stämmen. Dabei sieht sie sich zusätzlich mit massiven Wettereinflüssen und todbringenden Maschinen konfrontiert. Während Aloy versucht, die weiteren und tieferen Teile des Verbotenen Westens zu erkunden, entdeckt sie eine Vielzahl unterschiedlicher Umweltökosysteme, darunter üppige Täler (wie das Yosemite Valley), trockene Wüsten, schneebedeckte Berge, tropische Strände und zerstörte Städte (darunter San Francisco) über und unter Wasser.

## Handlung
In den sechs Monaten nach der Niederlage von HADES (Anthony Ingruber) in Horizon Zero Dawn hat Aloy vergeblich nach einem funktionierenden Backup von GAIA (Lesley Ewen) gesucht, um die sich rasch verschlechternde Biosphäre des Planeten wiederherzustellen. Sylens (Lance Reddick), der HADES gestohlen hat, kontaktiert Aloy und bittet sie, ihre Suche in der Region Verbotener Westen fortzusetzen.
Aloy und ihr Freund Varl (John Macmillan) dringen in den Westen vor und finden den herrschenden Tenakth-Stamm inmitten eines Bürgerkriegs zwischen Häuptling Hekarro (Geno Segers) und der Rebellenführerin Regalla (Angela Bassett). Aloy verfolgt Sylens zu einer Einrichtung, in der sie HADES schwer beschädigt vorfindet und es endgültig löscht. Sie stellt ein GAIA-Backup ohne dessen Subsysteme wieder her, wird aber von einer Gruppe futuristischer Menschen gestört. Die Gruppe, bestehend aus ihrem Anführer Gerard (Dan Donohue), seinem Leutnant Tilda (Carrie-Anne Moss), dem Vollstrecker Erik (Marc Kudisch) und einem Klon von Sobeck namens Beta (ebenfalls von Burch gesprochen), verfügt über eine fortschrittliche Technologie, die sie unverwundbar macht. Sie nehmen ein zweites GAIA-Backup mit, während Aloy nur knapp entkommt.
Zo (Erica Luttrell), eine Angehörige des nahe gelegenen Utaru-Stammes, führt Aloy zu einem Kontrollzentrum, wo sie sich mit ihrem Subsystem MINERVA (Morla Gorrondona) wieder mit GAIA vereint. GAIA ortet die anderen Subsysteme AETHER (Wil Coban), DEMETER (Sophie Simnett) und POSEIDON (ebenfalls Donohue) und rät Aloy, sie zurückzuholen, bevor sie versucht, den fortgeschritteneren HEPHAESTUS (Stefan Ashton Frank) zu fangen. GAIA enthüllt, dass das Auslöschungssignal, das HADES ausgelöst hat, aus dem Sirius-System stammt; Aloy vermutet, dass es von den futuristischen Menschen gesendet wurde. Später macht sie Beta ausfindig, der Aloy mitteilt, dass es sich bei ihrer Gruppe in Wirklichkeit um Far Zenith handelt, Kolonisten, die während des globalen Aussterbens von der Erde geflohen sind, weil sie ihre natürliche Lebensspanne verlängern konnten. Nachdem ihre Kolonie auf Sirius zusammengebrochen war, kehrten die Zeniths zur Erde zurück, um GAIA durch Betas genetische Ausstattung für ihre eigene Wiederbesiedlung zu nutzen. Sie haben die Subsysteme ELEUTHIA, ARTEMIS und APOLLO erworben, aber Beta hat ihre GAIA-Sicherung gestohlen.
Aloy findet AETHER wieder, nachdem sie Hekarro im Krieg geholfen hat, und holt POSEIDON aus den Ruinen von Las Vegas. Auf ihrer Reise nach Kalifornien trifft sie auf die Quen, einen fremden Stamm aus dem ehemaligen Japan, der versucht, die Umweltkrisen in seiner Heimat zu lösen. Aloy hilft dem Stammesmitglied Alva (Alison Jaye) bei der Beschaffung von Daten und der Bergung von DEMETER. Nachdem sie eine hochrangige Freigabe aus dem Grab des mutierten Ted Faro (Lloyd Owen) in den Ruinen von San Francisco erhalten hat, benutzt Aloy GAIA, um HEPHAESTUS in eine Falle zu locken, und wird von den Zenithen angegriffen. Erik tötet Varl und nimmt Beta wieder gefangen, während Gerard GAIA stiehlt, aber Tilda verrät die beiden und hilft Aloy bei der Flucht. Tilda erklärt, dass sie eine Liebesbeziehung mit Elisabet hatte und es bereut, sie verlassen zu haben; da sie von Aloy inspiriert wurde, möchte sie Far Zenith aufhalten. Sie enthüllt außerdem, dass Sylens die Tenakth-Rebellen unterstützt, um sie gegen die Zeniths einzusetzen. Aloy weigert sich, die Tenakth zu opfern und besiegt stattdessen Regalla selbst, nachdem sie deren letzten Angriff auf Hekarro vereitelt hat.
Aloy und ihre Gefährten greifen Far Zeniths Basis an, während Beta HEPHAESTUS in das Netzwerk der Zeniths einschleust und Far Zeniths Armee in die Knie zwingt. Sylens schaltet die persönliche Verteidigung der Zeniths aus, so dass Aloy und Zo Erik töten können, während Tilda Gerard tötet. Aloy und Beta erfahren, dass die Far-Zenith-Kolonie in Wirklichkeit von Nemesis zerstört wurde, einem fehlgeschlagenen Gedanken-Upload-Experiment, das sie geschaffen haben. Die Zeniths flohen vor Nemesis und hofften, GAIA zu stehlen, um einen neuen Planeten zu besiedeln. Nemesis hat auch das Auslöschungssignal zur Erde geschickt und ist auf dem Weg, den Planeten zu zerstören. Tilda versucht, Aloy zu zwingen, die Erde mit ihr zu verlassen, aber Aloy weigert sich und ist gezwungen, Tilda zu töten. Sylens enthüllt, dass HADES ihm von Nemesis erzählt hat, und plant ebenfalls, von der Erde zu fliehen, aber er ändert seine Meinung und beschließt, Aloy gegen Nemesis zu helfen. Aloys Gefährten zerstreuen sich, um die Warnung vor Nemesis zu verbreiten, während Aloy und Beta GAIA reaktivieren.

## Produktion
Im Juni 2020 wurde Horizon Forbidden West von Sony für die PlayStation 4 und 5 angekündigt. Wie schon sein Vorgänger, nutzt Forbidden West die Engine Decima, die seit der Veröffentlichung des Vorgängers weiterentwickelt wurde.
Das Spiel sollte zunächst im dritten oder vierten Quartal 2021 erscheinen, was aber laut Game Director Mathijs de Jonge eine erhebliche Mehrbelastung der Mitarbeiter des Entwicklerstudios bedeutet hätte, welche man aber vermeiden wollte und deshalb die Veröffentlichung auf Anfang 2022 verschob. Die durch die COVID-19-Pandemie ohnehin erschwerten Arbeitsumstände spielten bei dieser Entscheidung ebenfalls eine Rolle.
Wie schon in Horizon Zero Dawn wurde die Titelheldin Aloy auch in der Fortsetzung wieder durch die niederländische Schauspielerin Hannah Hoekstra verkörpert. Auch Ashly Burch und Lance Reddick waren, wie bereits beim Vorgänger, als Darsteller und Sprecher bzw. Rollenbesetzung an der Produktion beim Motion-Capturing beteiligt.
Die erhöhte Rechenleistung der PlayStation 5, der benutzerdefinierte Solid-State-Drive-Speicher, die Tempest-Engine und der DualSense-Controller verleihen dem Spiel ein erweitertes haptisches Feedback, räumliches 3D-Audio, verbesserte Beleuchtung, spezielles Wasser-Rendering, verbesserte visuelle Effekte und kürzere Ladezeiten.
Aufgrund fehlerhafter Schwärzungen von internen Sony-Dokumenten, die im Prozess um die Übernahme von Activision Blizzard vor Gericht eingereicht wurden, wurde bekannt, dass die fünfjährige Entwicklung des Spiels 212 Millionen Dollar kostete und auf dem Höhepunkt mehr als 300 Entwickler an dem Projekt beteiligt waren. Zu den Entwicklungskosten kamen noch Marketingkosten in unbekannter Höhe hinzu. Das Spiel ist damit das am teuersten produzierte Medium der Niederlande.
Guerrilla Games begann mit der Entwicklung von Horizon Forbidden West im Jahr 2018, ein Jahr nach der Veröffentlichung des Vorgängers Horizon Zero Dawn. Es wurde von Sony Interactive Entertainment für die PlayStation 4 und PlayStation 5 veröffentlicht. Der Regisseur ist Mathijs de Jonge und der erzählerische Leiter ist Benjamin McCaw. Joris de Man, The Flight (bestehend aus Joe Henson und Alexis Smith) und Niels van de Leest kehren zurück und komponieren zusammen mit Oleksa Lozowchuk eine Originalmusik für das Spiel. Ashly Burch, Lance Reddick und John Hopkins spielen erneut ihre Rollen als Aloy, Sylens bzw. Erend. Angela Bassett spielt eine neue Figur namens Regalla, und Carrie-Anne Moss spielt Tilda. Aloys Bewegungen wurden mithilfe von Motion Capturing von Peggy Vrijens nachgestellt.
Diese Version verfügt über einen optionalen „Performance-Modus“ mit 60 Bildern pro Sekunde und einer niedrigeren Basisauflösung sowie eine aktualisierte Version der Decima-Engine, die einen hohen Dynamikbereich unterstützt.
Horizon Forbidden West wurde auf der PlayStation-5-Präsentation von Sony im Juni 2020 angekündigt und sollte im Jahr 2021 erscheinen. Am 27. Mai 2021 zeigte Guerrilla Games in Sonys State of Play-Präsentation eine 14-minütige PlayStation-5-Gameplay-Demo für das Spiel. Im Juni 2021 erklärte der Leiter der PlayStation Studios, Hermen Hulst, dass die Veröffentlichung für Ende 2021 geplant sei, die Entwicklung aber teilweise durch die COVID-19-Pandemie beeinträchtigt werde, da man Schwierigkeiten habe, Zugang zu Performance Capture und Talenten zu bekommen. Am 25. August 2021 wurde bekannt gegeben, dass die Veröffentlichung auf den 18. Februar 2022 verschoben wurde. Laut Guerrilla Games wurde das Spiel am 27. Januar 2022 als „Gold“ eingestuft, was bedeutet, dass physische Exemplare produziert werden können und jede weitere Entwicklung über Online-Software-Updates bereitgestellt wird.
Die PlayStation-4-Version kann kostenlos auf die PlayStation-5-Version aufgerüstet werden. Die PlayStation-4-Version kommt auf zwei Blu-ray-Discs mit 97 GB, die PlayStation-5-Version auf einer Ultra HD Blu-ray mit 98 GB.
Eine Comic-Serie, die nach den Ereignissen des ersten Spiels spielt, wurde von Titan Comics am 5. August 2020 veröffentlicht. Am 3. Juni 2021 veröffentlichte Guerilla ein Extended Play (EP) mit dem Titel The Isle of Spires, das aus vier Tracks besteht. Am 16. Februar 2022 veröffentlichte die argentinische Sängerin Nathy Peluso „Emergencia“, eine vom Videospiel inspirierte elektronische Single. In dem Musikvideo schlüpft Peluso in die Rolle von Aloy.
Ein DLC-Paket mit dem Titel Burning Shores wurde bei den The Game Awards 2022 angekündigt. In diesem DLC-Pack muss Aloy Los Angeles erkunden und sich mit einer „unheimlichen Bedrohung“ auseinandersetzen. Es erschien am 19. April 2023 exklusiv für die PS5.

## Synchronsprecher
| Rolle                | Deutscher Sprecher  | Originalsprecher |
| -------------------- | ------------------- | ---------------- |
| Aloy / Beta          | Julia Casper        | Ashly Burch      |
| Elizabet Sobeck      | Daniela Bette-Koch  | Ashly Burch      |
| Gaia                 | Sonngard Dressler   | Lesley Ewen      |
| Varl                 |                     | John MacMillan   |
| Zo                   |                     | Erica Luttrell   |
| Alva                 |                     | Alison Jaye      |
| Erend                |                     | John Hopkins     |
| Sylens               | Sascha Rotermund    | Lance Reddick    |
| Tilda van der Meer   |                     | Carrie-Anne Moss |
| Kotallo              |                     | Noshir Dalal     |
| Hekarro              |                     | Geno Segers      |
| Regalla              |                     | Angela Bassett   |
| Gerard Bieri         |                     | Dan Donohue      |
| Erik Visser          |                     | Marc Kudisch     |
| Sonnenkönig Avad     | Marc Oliver Schulze | Josh Keaton      |
| Talanah Khane Padish | Christina Puciata   | Freya Parker     |
| Petra Forgewoman     |                     |                  |
| Ted Faro             |                     |                  |
| Travis Tate          |                     |                  |
| Burning Shores       |                     |                  |
| Seyka                |                     | Kylie Liya Page  |
| Walter Londra        |                     | Sam Witwer       |
| Kina                 |                     | Xanthe Huynh     |
| Admiral Gerrit       |                     | Mark Noble       |
| Nova                 |                     | Cia Court        |

## Rezeption
Bei Metacritic hat das Spiel eine Bewertung von 88/100 für PlayStation 5 und 83/100 für PlayStation 4.
Viele Kritiker lobten das größere Setting des Spiels im Vergleich zum ersten Teil. In einer von Wired veröffentlichten Rezension lobte Swapna Krishna Horizon Forbidden West als gelungenes Open-World-Spiel und als überschaubare Alternative zu dem weniger fehlerverzeihenden Gameplay von The Witcher 3. In einer Rezension für NPR verglich Krishna das Spiel positiv mit dem ersten Teil der Reihe und schrieb, dass es „die Errungenschaften seines Vorgängers fortsetzt“ und „versucht, sie in jeder Hinsicht zu verbessern“. Jason Schreier meint in der Rezension für Bloomberg: „Das Mantra für die Entwicklung von Horizon Forbidden West scheint zu lauten: Alles größer, besser und schöner machen.“ Im Gegensatz dazu bezeichnete Dan Silver in einer gemischten Rezension für The Telegraph die offene Welt und den Umfang des Spiels als „erschütternd“.
Einige Kritiker wiesen auf technische Probleme bei der Veröffentlichung hin, die von kleineren grafischen Problemen bis hin zu Abstürzen und dem Verlust von Speicherdateien reichten.
Gamepro sagt: „Mächtig gutes Gameplay, aber die Story-Magie fehlt.“
Computer Bild meint: „Horizon Forbidden West bringt nahezu alle Tugenden eines erstklassigen Open-World-Action-Rollenspiels zu einem gewaltigen und vor allem herausragenden Spielerlebnis zusammen.“
In Deutschland wurden im Einführungsmonat über 200.000 Exemplare des Spiels verkauft.
Bis Mitte April 2023 wurden weltweit etwa 8,4 Millionen Einheiten verkauft.

### Auszeichnungen
Bei den Develop:Star Awards gewann Horizon Forbidden West im Juli 2022 zwei Auszeichnungen, zum einen zum Spiel des Jahres und für die beste grafische Gestaltung.
Bei den Golden Joystick Awards ist es zum Spiel mit dem besten Storytelling gekürt worden.
Bei den Music + Sound Awards, International gewann es die Auszeichnungen für „Best Original Composition in Gaming“, „Best Sound Design in Gaming“ und „Best Sound Design“.